# Whitehaven
Whitehaven är en stad (town) och civil parish i Cumbria, England. Orten har 25 500 invånare (2001).